# Puako
Puako és una concentració de població designada pel cens dels Estats Units a l'estat de Hawaii. Segons el cens del 2000 tenia 429 habitants.

## Demografia
Segons el cens del 2000, Puako tenia 429 habitants, 215 habitatges, i 118 famílies La densitat de població era de 16,06 habitants per km².
Dels 215 habitatges en un 14,9% hi vivien nens de menys de 18 anys, en un 42,3% hi vivien parelles casades, en un 7,9% dones solteres, i en un 45,1% no eren unitats familiars. En el 31,6% dels habitatges hi vivien persones soles el 4,7% de les quals corresponia a persones de 65 anys o més que vivien soles. El nombre mitjà de persones vivint en cada habitatge era de 2,00 i el nombre mitjà de persones que vivien en cada família era de 2,43.
Per edats la població es repartia de la següent manera: un 11,7% tenia menys de 18 anys, un 4,8% entre 18 i 24, un 26,6% entre 25 i 44, un 41,7% de 45 a 64 i un 15,2% 65 anys o més.
L'edat mediana era de 48,1 anys. Per cada 100 dones hi havia 109,27 homes. Per cada 100 dones de 18 o més anys hi havia 111,73 homes.
La renda mediana per habitatge era de 60.250 $ i la renda mediana per família de 81.176 $. Els homes tenien una renda mediana de 37.500 $ mentre que les dones 31.250 $. La renda per capita de la població era de 63.857 $. Aproximadament el 0,0% de les famílies i el 3,1% de la població estaven per davall del llindar de pobresa.

## Poblacions properes
El següent diagrama mostra les poblacions més properes.